# Уэйлон (певец)
Уэйлон (англ. Waylon), настоящее имя Виллем Бейкерк (нидерл. Willem Bijkerk; род. 20 апреля 1980 год, Апелдорн, Нидерланды) — нидерландский певец, который совместно с Ильзе Де-Ланге представил Нидерланды на конкурсе песни «Евровидение 2014», в составе группы «The Common Linnets». Дебют Уэйлона в качестве сольного исполнителя на песенном конкурсе состоялся на «Евровидение 2018».

## Дискография

### Альбомы
- 2009 — Wicked Ways
- 2011 — After All
- 2014 — Heaven After Midnight
- 2016 — Seeds
- 2018 — The World Can Wait
- 2019 — Human

### Синглы
- 2009 — «Wicked Way»
- 2009 — «Hey»
- 2010 — «Happy Song»
- 2010 — «Nothing to Lose»
- 2011 — «The Escapist»
- 2012 — «Lose It»
- 2012 — «Lucky Night»
- 2014 — «Grasping Song»
- 2014 — «Love Drunk»
- 2016 — «Mis je zo graag»
- 2016 — «Our Song»
- 2018 — «Outlaw in 'Em»